# Lucho RK
Emilio Roca Cáceres (Gran Canaria, 31 de marzo del 2000), conocido artísticamente como Lucho RK, es un cantante y compositor español de reguetón y trap, influenciado por una variedad de géneros que iban desde el rap hasta ritmos latinos.  

## Biografía
Lucho RK nació en Gran Canaria, donde desde pequeño estuvo rodeado de música. Sus padres le inculcaron el gusto por una amplia variedad de estilos, con influencias que iban desde el flamenco-pop de Estopa hasta el rock alternativo como Red Hot Chili Peppers.
Su nombre artístico tiene origen familiar: “Lucho” surgió como un apodo que le pusieron en casa debido a su parecido con uno de los personajes del programa infantil Los Lunnis, mientras que “RK” proviene de sus apellidos.
Antes de lanzarse de lleno la música, Lucho RK estudió Marketing e Investigación de Mercados en Granada. Sin embargo, en 2020, decidió darle un giro a su vida y comenzó a formarse en el mundo de la música. Se inscribió en un curso de técnico de sonido, donde conoció a Linton, productor musical con quien posteriormente trabajaría en alguno de sus proyectos. Esta experiencia marcó el inicio de su carrera artística y lo llevo a adentrarse en al industria musical con un enfoque más personal. 

## Carrera musical
Lucho RK irrumpió en la escena musical en 2020 y, en apenas unos años, se ha convertido en una de las figuras emergentes más prometedoras del panorama urbano en España. Su sonido no se encasilla en un solo género, sino que explora una fusión de diversos géneros y ritmos latinos, lo que le ha permitido desarrollar una identidad artística versátil y distintiva.
Su debut oficial llegó en 2021 con Roces, una colaboración con Mckenzyrb y Andriuus que marcó el inicio de su camino en la industria. Sin embargo, no fue hasta 2022 cuando comenzó a ganar notoriedad con “Una Carta”, un tema que captó la atención del público y le abrió las puertas a un año clave en su carrera. En ese período, lanzó canciones como “LLORELLORE”, junto a Linton y BlueFire, y “Otra Mirada”, en la que contó con coros de Quevedo, consolidando su nombre dentro de la nueva ola de artistas urbanos.
El 2023 supuso una etapa de crecimiento y exploración musical para Lucho RK, con temas como “QUESESIENTE”, “1STEP” y “LULUNA”, donde profundizó en su estilo y experimentó con su estilo. Su evolución continuó en 2024, año en el que previamente al lanzamiento de su primer EP, sacó canciones como “F4F” e “IBIZA”, este último en colaboración con Soge Culebra.  
El punto de inflexión en su trayectoria llega en octubre de 2024 con la publicación de “Quién está aquí?”, su primer proyecto de estudio. Este EP es un mixtape de estudio de nueve canciones que no solo reafirma su capacidad artística, sino que también introduce un concepto visual basado en la sinestesia, donde los colores se entrelazan en una experiencia sensorial que converge en el blanco.  “Quién está aquí?” es su carta de presentación al mundo, convirtiéndose rápidamente en uno de los proyectos más escuchados en España tras su lanzamiento, destacando en plataformascomo  Apple Music. 
A lo largo de su trayectoria, ha colaborado con artistas como Wos LasPalmas, Raul Clyde y La Pantera.  También ha trabajado con Cruz Cafuné en “OJOSDECRISTAL” y con Quevedo en “GUAYA”. Uno de sus mejores éxitos ha sido “Lucy”, tema lanzado en febrero de 2024 junto a La Pantera, que superó las 100.000 reproducciones en YouTube y acumuló cerca de medio millón de escuchas en plataformas digitales en sus primeras semanas.

## Discografía
- "Quién está aquí?" (2024)

## Giras musicales
- Gira "Quién está aquí?"